# Schlacht um Wau
1942

Rabaul –
1. Salamaua-Lae –
Operation N –
Operation MO –
Korallenmeer –
Buna-Gona –
Kokoda Track –
Milne-Bucht –
Goodenough –
Buna-Gona-Sanananda –
Operation Lilliput 
1943

Wau –
Bismarcksee –
I –
2. Salamaua-Lae –
Chronicle –
Finisterre –
Cartwheel –
Bougainville –
Huon –
Neubritannien –
Bombardierung von Rabaul 
1944–1945

Admiralitätsinseln –
Emirau –
Take Ichi Konvoi –
Reckless –
Persecution –
Wakde-Sarmi –
Biak –
Noemfoor –
Driniumor –
Sansapor –
Morotai –
Aitape–Wewak
Die Schlacht um Wau fand vom 29. Januar bis zum 4. Februar 1943 bei Wau zwischen alliierten Einheiten und Truppen des japanischen Kaiserreichs im damaligen australischen Territorium Neuguinea im Pazifikkrieg während des Zweiten Weltkriegs statt. Sie kennzeichnet den letzten, aber fehlgeschlagenen Versuch der Japaner von der Nordostküste Neuguineas nach Port Moresby im Süden vorzudringen.

## Vorgeschichte
Im März 1942 besetzten die Japaner Lae und Salamaua am Ufer des Huongolfs am östlichen Ende der langen Küste des Territoriums Neuguineas (→ Operation SR). Als Reaktion darauf verlegten die Australier zwei Kompanien in die kleine Stadt Wau im Tal des Flusses Bulolo. Der Fluss fließt nordwestlich von Wau in den Fluss Markham, der dann nach Osten in den Huongolf mündet. Das kleine Flugfeld bei Wau war nutzbar, hatte aber seine Tücken. Die Start-, Landebahn war rund 1100 Meter lang, fiel aber um etwa 90 Meter (ca. 10 %) ab. Daher konnte sie unabhängig von der Windrichtung nur in eine Richtung verwendet werden, um bergauf zu landen und bergab zu starten. Zudem war sie auch oft mit Wolken bedeckt und dann nicht zu benutzen. Trotz allem bot der Flugplatz eine potenziell wertvolle Basis für jeden Gegenangriff der Alliierten ins Markham-Tal. Die japanische Besetzung von Lae und Salamaua verlieh dem Gebiet der Goldfelder bei Wau-Bulolo eine ausgeprägte operative Bedeutung. Aus japanischer Sicht war der Hauptvorteil, dass das Flugfeld auf einem Pfad lag, der von Salamaua an der Nordküste bis zur Südküste von Papua führte. Wau lag nur 48 Kilometer südlich von Salamaua, obwohl diese Route eine Bergkette durchquerte und den Australiern unbekannt war. Es war daher für die Japaner sehr wichtig dieses Tal zu erobern. Es schützte Lae und Salamaua und bot ein wirtschaftlich wertvolles Gebiet, reich an Nahrungsmitteln und möglicherweise den Binnenflugplatz um weitere Maßnahmen gegen Port Moresby zu ermöglichen. Dies vor allem vor dem Hintergrund, dass die Kokoda-Track-Kampagne fehlgeschlagen und die Schlacht um Buna-Gona-Sanananda verloren war.

### Die Kanga Force
Während die New Guinea Volunteer Rifles (NGVR) unter Oberstleutnant W. M. Edwards im April 1942 die japanischen Aktivitäten in Lae und Salamaua beobachteten, glaubte General Thomas Blamey, dass es eine Gelegenheit gab, unabhängige Truppen einzusetzen, um eine kleine und lokale, aber profitable Offensive zu entwickeln. Daher traf die 2/5th Independent Company unter Major Thomas Paul Kneen am 17. April in Port Moresby ein, um mit dem NGVR zusammenzuarbeiten. Ihre Aufgabe bestand darin, in der Nähe der Japaner im Markham-Tal zu bleiben und deren Anlagen dort zu überfallen, um sie daran zu hindern Operationen von den lokalen Flugplätzen zu starten.
Die Generäle George Alan Vasey und George Howard Brett trafen sich vom 21. bis 24. April in Port Moresby. Dabei wurde die Bildung einer Guerillagruppe entschieden, die als Kanga Force bekannt wurde. Sie sollte aus einem Hauptquartier bestehen, das aus Einheiten in der Gegend von Port Moresby gebildet werden sollte, dem NGVR, dem Zug von Leutnant Roy Howard, der sich jetzt in der Gegend von Wau befand, der 2/5th Independent Company und einem Mörserzug, der aus der 17. Panzerabwehrbatterie und anderen Einheiten in Port Moresby gebildet wurde.
Ab dem 22. Mai wurde die 2/5th Independent Company aus Port Moresby ausgeflogen. DC-3-Transportflugzeuge mit Besatzungen der USAAF flogen vier Tage lang zwanzig Einsätze nach Wau und brachten 305 Soldaten und deren Ausrüstung zum Einsatzort. Amerikanische P-39 Airacobra-Kampfflugzeuge begleiteten die Transporter um sie vor Angriffen von Zero-Jägern aus Lae zu schützen. Da das Wetter in der Region Wau unvorhersehbar war, wurden viele Missionen abgebrochen.

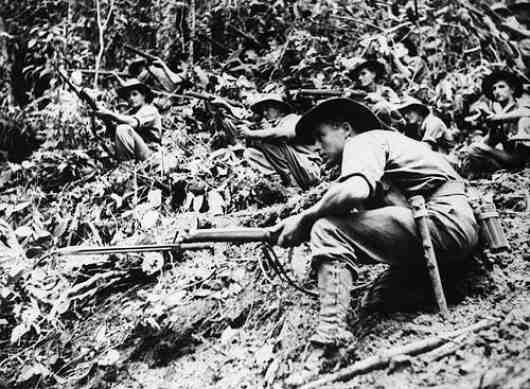
Australische Patrouille bei Mubo

Howards Zug sollte umgehend das Markham-Tal erkunden, um später offensiv gegen Lae vorzugehen. Die Aufgabe der NGVR, die ab jetzt unter dem Kommando von Oberstleutnant Norman Fleay stand, war es, die Gebiete um Lae und Salamaua zu erkunden und dort eingeschränkte Offensivaktionen durchzuführen. Allerdings sollten weder die Kommandoeinheiten noch die NGVR irgendwelche Maßnahmen ergreifen, die die Hauptrolle der Kanga Force beeinträchtigen würden, nämlich den Angriff auf Lae und Salamaua, da der Überraschungsfaktor dazu genutzt werden sollte.
Anfang Oktober hatten die lang erwarteten Verstärkungen die Kanga Force erreicht. Am 4. Oktober traf Major MacAdie mit rund 290 Männern der 2/7th Independent Company in Port Moresby ein. Die Kompanie flog am 8. und 9. Oktober nach Wau und wurde unter Fleays Kommando gestellt. Zur gleichen Zeit definierte die New Guinea Force Fleays Anweisungen neu und befahl ihm, den Feind im Gebiet Mubo-Salamaua-Lae weiterhin zu stören, über deren Aktivitäten zu berichten und die Flugplätze im Bulolo-Tal zu halten.
Daher wurden von ihnen kleinere japanische Stützpunkte angegriffen und gegen Ende 1942 der starke japanische Außenposten in Mubo zweimal und am 11. Januar 1943 bei einem dreitägigen Einsatz zum dritten Mal angegriffen.

## Vor der Schlacht
Der japanische Plan sah eine Art Dschungel-Blitzkrieg gegen Wau vor. So sollte ein schneller und überraschender Vorstoß über die große Kuper Range und das Bulolo-Tal hinunter zur Landebahn von Wau erfolgen. Dabei sollten die dazwischen liegenden kleineren australischen Stützpunkte ausgeschaltet und das Flugfeld erobert werden. Die Vorbereitungen für den Vorstoß ins Bulolo-Tal wurden Anfang Januar 1943 offensichtlich.
Die 8. Regionalarmee plante die Okabe-Abteilung unter Generalmajor Okabe Toru, zugehörig der 51. Division, 18. Armee, in Lae zu landen, um das Gebiet um Lae-Salamaua zu sichern und nach Wau vorzudringen und es zu erobern. Am 5. Januar verließ die Abteilung Rabaul im Rahmen der Operation 81 an Bord von fünf Transportern, begleitet von fünf Zerstörern. Flugzeugen der USAAF und der Royal Australian Air Force gelang es den Konvoi auf Grund von Ultra-Nachrichten zu beschatteten und dann anzugreifen. Neun japanische Geleitjäger wurden bei zehn eigenen Verlusten abgeschossen. Eine australische PBY Catalina versenkte den Transport Nichiryu Maru. Zerstörer konnten 739 der 1100 an Bord befindlichen Truppen retteten, aber das Schiff versank mit den medizinischen Einrichtungen und anderem Nachschub der Okabe-Abteilung. Die Myoko Maru wurde in Lae von B-25 Bombern so schwer beschädigt, dass sie auf Grund gesetzt wurde. Mehr als die Hälfte der Truppen erreichte aber den Einsatzort. Während der Landungsoperationen waren die feindlichen Luftangriffe so schwerwiegend, dass die Transporte schließlich gezwungen waren Lae zu verlassen, bevor sie das Entladen von Munition und Vorräten abgeschlossen hatten. Der Mangel an diesen Vorräten sollte später zu einem Hauptproblem der Japaner werden.

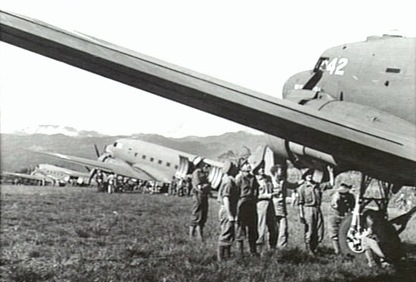
Transportmaschinen werden auf dem Flugfeld bei Wau entladen

In der Zwischenzeit erhielten aber auch die Australier Verstärkung. Ab Mitte Januar wurde eine Brigade von Port Moresby nach Wau geflogen. Die Luftbrücke dieser 2000 Mann starken Brigade nach Wau begann am 14. Januar, war jedoch durch die Verfügbarkeit von Transportflugzeugen begrenzt. Knapp zehn C-47-Einsätze pro Tag waren das Maximum, das die USAAF-Truppentransportgeschwader leisten konnten. Tagelang wurden wieder einmal die Flugmöglichkeiten durch das tropische Wetter gestoppt. Bis zum 23. Januar stieg die Anzahl der Flugzeuge, die der Wau-Luftbrücke zur Verfügung standen, deutlich an. Alliierten Streitkräften war es gelungen das Gebiet um Buna und Gona zu erobern (→ Schlacht um Buna-Gona-Sanananda) und den Bedarf an Luftbrückenunterstützung für diesen Kampfbereich zu reduzieren. Zudem war ein weiteres USAAF-Truppentransportgeschwader mit 52 C-47 in Port Moresby eingetroffen. Von diesem Zeitpunkt an wurden je nach Wetterlage mindestens dreißig Einsätze pro Tag nach Wau geflogen. P-39-Kampfgeschwader boten erneut Schutz vor feindlichen Angriffen. Trotzdem kam es am 18. Januar kurz vor dem Flugfeld Wau zu einem Abschuss einer Transportmaschine bei dem 8 Besatzungsmitglieder ums Leben kamen.
Die Kanga Force bestand nun aus der 17. australischen Infanteriebrigade unter dem Kommando von Brigadier Murray John Moten sowie den beiden Kompanien, die seit März 1942 in der Region patrouillierten. Brigadier Moten traf in Wau ein und übernahm am 17. Januar das Kommando. Die Truppen wurden entsprechend eingeteilt, um den möglichen japanischen Angriff abzuwehren. Annäherungen über die Hauptstrecke Salamaua-Wau vor Skindewai, der sogenannte Black-Cat-Trail und alle anderen Wege in der Nähe, mit einer starken Stellung im Waipali-Gebiet an der Kreuzung dieser beiden Wege sollten verteidigungsbereit sein.
Den Japanern bot sich noch eine weitere Möglichkeit nach Wau zu gelangen: das Markham-Tal hinauf und von dort das Wampit-Tal hinunter nach Bulolo – eine nicht leicht zu begehende Route, aber nicht so schwierig wie der Black-Cat-Trail. Um die Route zu sichern war es zudem notwendig, einen Teil der Kanga Force im Gebiet um Bulwa-Wampit zu neutralisieren. Bei der Ausführung des Überraschungsangriffs waren die Japaner schlau genug, auf beiden Hauptwegen Einheiten nach Wau in Marsch zu setzen. Aber der Hauptteil der Streitmacht umging tatsächlich Skindewai und ging von Mubo über den Black-Cat-Trail weiter nach Westen und konnte so die Deckungsstellung der Australier umgehen. Auf einem den Australiern unbekannten Pfad von House Copper nach Wandumi gelangten sie auf die Bergkämme, von wo sie Wau aus etwa 13 Kilometer Entfernung überblicken konnten. Allerdings gerieten die Japaner nun in Schwierigkeiten. Diese alte deutsche Vermessungsstrecke verlief durch einen sehr dichten Dschungel und war äußerst schwer zu begehen. Die Zeit, die die Truppen benötigten, um diese Route begehbar zu machen, war länger als erwartet, mit dem Ergebnis, dass die Rationen knapp wurden, noch bevor die Japaner das Wau-Tal erreichten. Trotzdem war es ihnen gelungen, unbehelligt das Ziel zu erreichen und die Stärke der Streitkräfte bis zum 27. Januar zu verschleiern. Die Gesamtzahl der unter Generalmajor Okabe angerückten Truppen betrug etwa 3000 Mann.

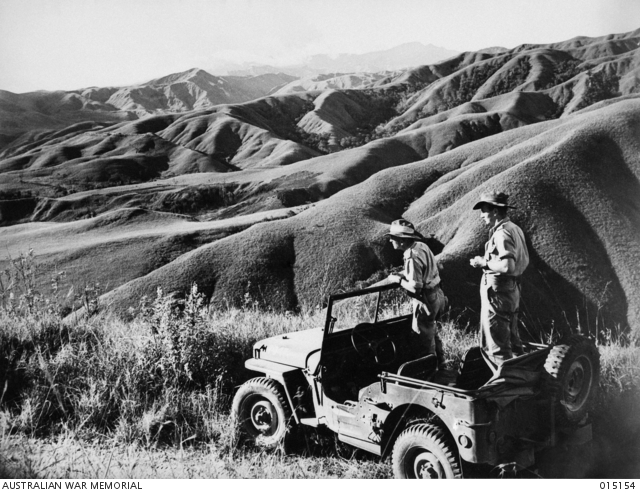
Australischer Spähtrupp im Gebiet um Wau und Mubo

Allerdings sichteten australische vorgeschobene Patrouillen schon am 21. Januar fünfzig Japaner, die auf dem Black-Cat-Trail bei Buibaining vorbeikamen und beobachtete eine weitere Gruppe die im Fluss Bitoi badete, aber trotzdem war die Situation den Australiern noch keineswegs klar und die genaue Achse des japanischen Vormarsches auf Wau (falls einer kommen sollte) war noch völlig undefiniert.
Generalmajor Okabe, der die Stärke des Feindes auf nicht mehr als 400 Mann schätzte und darauf bedacht war, den Vorteil der Überraschung zu erlangen, befahl dem Kommandeur des 102. Infanterieregiments den Angriff in der Nacht des 27. Januar zu starten. Dazu sollte der Flugplatz von Osten und Nordosten aus angegriffen werden und der Hauptangriff von Südosten aus beginnen. Beide Angriffe sollten am 28. Januar um 1:00 Uhr starten und alle Ziele sollten im Morgengrauen besetzt sein.
Rund um das Wau-Flugfeld hatten die Australier ihre Verteidigungspositionen bis zum 28. Januar gefestigt. Sollte das Flugfeld an die Japaner fallen, wäre keine ausreichende Versorgungslage mehr gegeben und die alliierten Streitkräfte wären in einer sehr verletzlichen Position. Am 29. Januar klarte das Wetter auf und so gelang es mit einer Rekordanzahl von 60 Einsätzen die letzten 814 Männer der 17. Brigade einzufliegen. Am nächsten Tag wurden Waffen und Kanoniere des australischen 2/1st Field Regiments auf dem Luftweg nach Wau gebracht. Innerhalb von nur zwei Stunden nach dem Entladen unterstützten diese Kanonen die australischen Bodentruppen mit Artillerie. RAAF Beaufighter des Geschwaders Nr. 30 mit Sitz in Port Moresby unterstützten die Truppen aus nächster Nähe, während Wirraway-Flugzeuge des Geschwaders Nr. 4 vom Wau-Flugfeld aus Aufklärungsflüge und Artillerie-Spotting für die Bodeneinheiten flogen.

## Die Schlacht
Die Japaner begannen den Kampf am 28. Januar mit einem Sturm auf Wandumi und zwangen dadurch die dort liegende australische Kompanie, sich in das offene, mit Kunai-Gras bewachsene Hinterland zurückzuziehen. Die Kompanie konsolidierte sich auf einem Felsgrat, der zum Fluss hinunterführte, und hielt die Japaner vorerst auf.
Um 14:45 Uhr wurde an das Kanga-Hauptquartier berichtet, dass die Japaner einen starken Gegenangriff mit Handgranaten und Maschinengewehren durchgeführt hatten, dass dringend Wasser benötigt und bald Entsatz gebraucht würde. Kurz danach kam der Bericht, dass die Kompanie abgeschnitten und in direkter Gefahr war überrannt zu werden. Zwanzig Minuten später hatten die Japaner einen Zug der Kompanie überrannt.
Nur durch einen sofortigen Gegenangriff gelang es, die Japaner auf Distanz zu halten, doch die Australier hatten kaum noch Munition und keine Mörsergranaten mehr. Zudem schafften es die Japaner zwei Maschinengewehre auf die Kompanie einzurichten und die Verluste der Australier nahmen rasch zu. Nach einem nochmaligen Gegenschlag nahmen die Australier an, dass es ihnen jetzt möglich war, die Japaner aufzuhalten. Allerdings war die Kompanie nun auf 40 Mann zusammengeschrumpft.
Nachdem die Kampfposition genau bekannt war, setzte sich eine Hilfstruppe gegen 16:25 Uhr in Bewegung. Die japanische Übermacht nahm mehr und mehr zu, so dass die Australier sich doch zurückziehen mussten und nach einer Stunde auf die anrückende Hilfstruppe trafen.
Am frühen Morgen des 29. Januar infiltrierte eine große Anzahl Japaner das tiefe Tal nach Wau. Die kleine Gruppe nahm eine neue Position ein, um ihre Blockade der Wandumi-Straße fortzusetzen, mit dem Ziel, so viele Japaner wie möglich vom Wau-Flugfeld fernzuhalten, auf dem am Morgen Verstärkung landen sollte. Zu diesem Zeitpunkt hatten die Japaner Crystal Creek besetzt und näherten sich in beträchtlicher Anzahl.
Kurz vorher klarte sich das schlechte Wetter auf und alliierte Piloten, die mit ihren Maschinen über Wau patrouillierten, funkten Port Moresby an, damit die dort wartenden Dakotas mit den heranzuführenden Einheiten starten konnten. In rascher Folge landete jeder der 57 Transporte auf dem Flugplatz Wau. Umgehend wurden die Maschinen entladen und die Männer gingen von Bord. Mit laufenden Motoren warteten die Maschinen auf das Zeichen zum Abflug, damit die nächste Maschine sofort landen konnte. Auf diese Weise brachten sie Munition, Waffen und 814 Mann zur Unterstützung nach Wau.

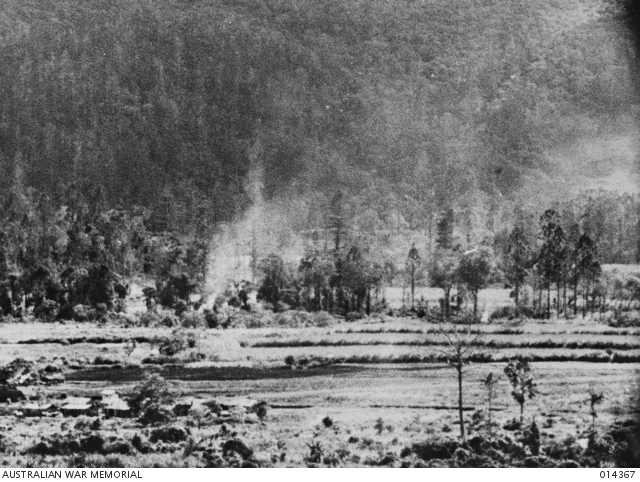
Einschlag der Artillerie in japanische Positionen am Flugfeld bei Wau

Kurz vor Tagesanbruch des 30. Januar unternahmen die Japaner entschlossene Anstrengungen, den Flugplatz zu überrennen, aber das Wetter begünstigte die Australier immer noch. Um 9:15 Uhr wurden zwei 25-Pfünder-Kanonen des 2/1st Field Regiment eingeflogen. Feindliches Feuer erreichte das Flugfeld, als die Maschine ausrollte, und Gewehrschüsse erreichten die Kanoniere, als sie ihre Waffen entluden und zusammenbauten. Die Waffenstandorte waren bereits ausgewählt worden, und zwei Stunden später war die Artillerie im Einsatz.

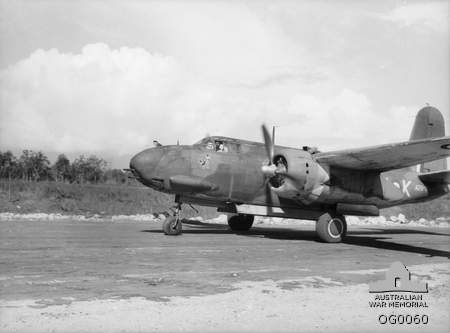
Eine Boston des 22. Geschwaders in Port Moresby

In den vier Tagen zwischen dem 29. Januar und 1. Februar wurden insgesamt 244 Einsätze geflogen. Die Verantwortung für die Koordination der Operation lag beim Royal Australien Air Force Fighter Sector Nr. 4 in Port Moresby. Auf dem Höhepunkt befanden sich bis zu 18 Flugzeuge in einer Formation und manchmal kamen drei solcher Formationen an einem Morgen nach Wau durch. Jede Formation wurde von 40 bis 50 amerikanischen Airacobra- oder Kittyhawk-Kampfflugzeugen sowie Lightnings abgedeckt. In den letzten 16 Tagen war die Stärke der Kanga Force von 403 Offizieren und Männern auf insgesamt 3166 (201 Offiziere und 2965 Männer) aufgestockt worden, von denen praktisch alle mit ihren Waffen, Ausrüstung und Vorräten auf dem Luftweg eingeflogen wurden. Die Luftunterstützung durch die Beaufighters des 30. Geschwaders sowie der Bostens des 22. Geschwaders war in dieser Zeit kontinuierlich. Am 31. Januar flogen vier Beaufighters von Bakumbari nach Salamaua, beschossen Mubo und feindliche Posten an der Mündung des Waria-Flusses und erkundeten die Täler Ramu und Markham, während vier Boston Mubo und die umliegenden feindlichen Stützpunkte bombardierten. Anschließend griffen sie die feindliche Nachschublinie von Komiatum nach Mubo an. Nachmittags griffen sie erneut dieselben Ziele an und landeten nach drei Stunden Flug in Dobodura, um zu tanken. Im Januar war das Geschwader 204 Stunden in der Luft gewesen, hatte 30 Tonnen Bomben abgeworfen und mehr als 83000 Schuss Munition für ihre Unterstützungsangriffe verschossen. Das Geschwader Nr. 30 war im gleichen Zeitraum in 29 Operationen 448 Stunden lang geflogen.

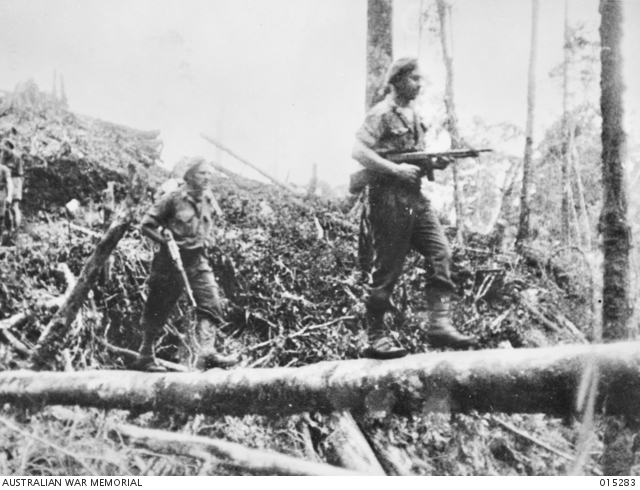
Australische Einheiten auf der Spur der sich zurückziehenden Japaner

In der fehlenden Unterstützung von Jagd- und Bombenflugzeugen der Japaner zeigte sich der Gegensatz in der Schlacht sehr deutlich. Das Einzige, was die Japaner auf ihrer Seite hatten, war das Wetter. Doch auch dies wandte sich gegen sie, so dass die Australier Waffen. Munition und weitere Einsatzkräfte einfliegen konnten. Ohne Anstrengung ihrer eigenen Lufteinheiten wurden ihre Bodentruppen zu einer Zeit überwältigt, als entschlossene Luftangriffe auf die in Wau landenden alliierten Transporte möglicherweise entscheidend gewesen wären. Der Gegenschlag der Australier begann am Mittwoch, dem 3. Februar. Nach einem heftigen Artillerie-Bombardement griffen australische Truppen Leahys Farm an und besetzten sie. Gleichzeitig bewegte sich die  2/3 Independent Company in einem weiten Bogen nach Norden in Richtung des Flusses Bulolo und verhinderte die feindliche Besetzung der dortigen Plantagen. Die an vorderer Front befindlichen japanischen Truppen waren zu diesem Zeitpunkt weit zerstreut und durchstreiften den Dschungel in kleinen, unkoordinierten Gruppen entlang der Ausläufer der Berge. Am nächsten Tag begannen die Japaner ihren Rückzug aus dem Tal. Flugzeuge bombardierten und beschossen ihre Fluchtlinien über Wandumi und darüber hinaus bis nach Mubo.
Erst am 6. Februar, als die Bodentruppen der Japaner den Kampf schon verloren hatten, begannen sie mit Luftangriffen. In fünf großen Luftkämpfen von 2¼ Stunden Dauer wurden vier Bomber und siebzehn Jäger der Japaner abgeschossen und 20 weitere Flugzeuge beschädigt. Eine C-47 wurde von Zeros abgeschossen, aber kein alliiertes Kampfflugzeug ging verloren.

## Nach der Schlacht
Die Luftbrücke von Truppen, Munition, Waffen und Vorräten wurde in der Folge von den Alliierten weitergeführt. So wurden Pioniereinheiten zum Auf- und Ausbau der Wau- und Bulolo-Flugfelder eingeflogen. Eine Radarstation und leichte Flugabwehrkanonen wurden errichtet. Die Vernichtung der japanischen Verstärkung durch Luftangriffe der Alliierten während der Schlacht in der Bismarcksee Anfang März 1943 stellte sicher, dass die Japaner nie wieder die Kraft hatten, Offensivoperationen in der Region um Lae und Salamaua durchzuführen.
Die australische 15. und 29. Brigade sowie das amerikanische 162. Regiment verfolgten gemeinsam mit der 17. Brigade die Japaner bis zur Küste. Aufgrund der schwierigen Geländelage erfolgte ein Großteil der Nachschubversorgung dieser Einheiten per Luft. Die Japaner zogen sich nach Salamaua zurück, das am 11. September 1943 schließlich von den alliierten Streitkräften erobert wurde (→ Zweite Schlacht um Salamaua-Lae).